# Serbatoio di Ommaya

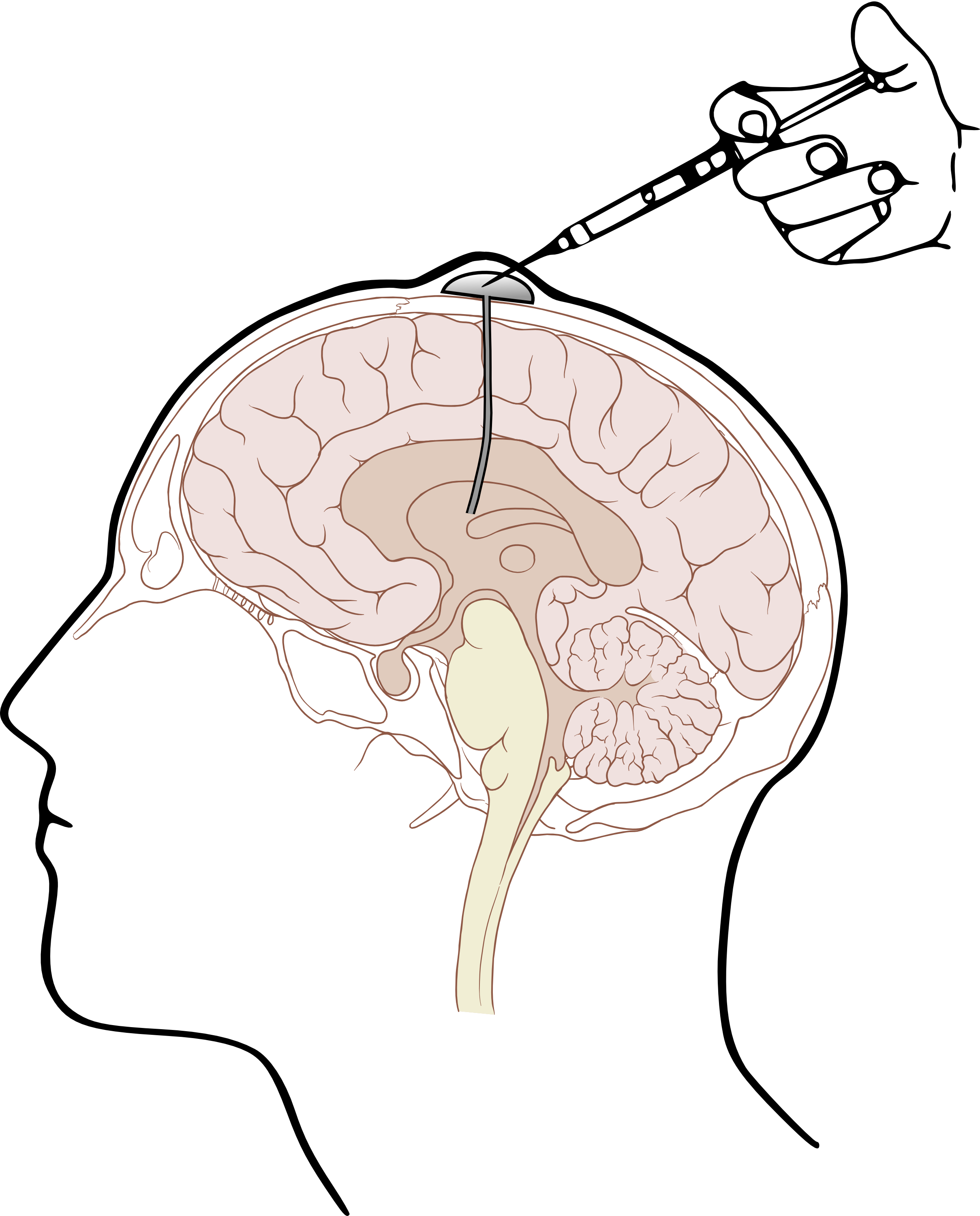
Schema di una somministrazione di farmaco attraverso un serbatoio di Ommaya

Un serbatoio di Ommaya è un sistema costituito da un catetere intraventricolare che può essere utilizzato per l'aspirazione del liquido cerebrospinale o per la somministrazione di farmaci (ad esempio chemioterapici) direttamente nel liquido cerebrospinale. Il sistema è composto da un catetere posto in un ventricolo e collegato ad un serbatoio impiantato sotto il cuoio capelluto. Viene utilizzato per il trattamento di tumori cerebrali, leucemie e linfomi, malattie leptomeningea per mezzo della somministrazione intratecale di farmaci. Nelle cure palliative di un tumore in fase terminale, un serbatoio di Ommaya può essere inserito per la somministrazione di morfina.
Durante la procedura di impianto, vi è un basso rischio di sanguinamento e un rischio di infezione stimabile fino al 20%
, nonché un rischio dovuto all'anestesia generale.
È stato originariamente inventato nel 1963 da K. Ommaya Ayub, un neurochirurgo pakistano.